# Senda Bayer
Senda Bayer (auch: Senda Baher) ist eine Ortschaft im Departamento Cochabamba im südamerikanischen Andenstaat Bolivien.

## Lage im Nahraum
Senda Bayer liegt in der Provinz Chapare und ist eine Ortschaft im Cantón Villa Tunari im Municipio Villa Tunari. Senda Bayer liegt im Tal des Río Chapare, zehn Kilometer nordwestlich des Flusses auf einer Höhe von 249 m und nur wenige Kilometer südlich des TIPNIS-Nationalparks.

## Geographie
Senda Bayer liegt im bolivianischen Tiefland am Nordrand der Cordillera Oriental. Das Klima ist tropisch mit einem ausgeprägten Tageszeitenklima.
Die jährliche Durchschnittstemperatur im langjährigen Mittel liegt bei knapp 27 °C, die Monatstemperaturen liegen zwischen gut 23 °C im Juli und knapp 29 °C im Dezember und Januar. Der Jahresniederschlag mit 2300 mm weist eine deutliche Regenzeit von Oktober bis April auf, mit Monatsniederschlägen zwischen 160 und 380 mm.

## Verkehrsnetz
Senda Bayer liegt in einer Entfernung von 176 Straßenkilometern nordöstlich von Cochabamba, der Hauptstadt des Departamentos.
Durch das nahe gelegene Villa Tunari führt die 1657 Kilometer lange Nationalstraße Ruta 4, die das Land von Westen nach Osten durchquert. Sie führt von Tambo Quemado an der chilenischen Grenze über Cochabamba und Sacaba nach Villa Tunari und weiter über Santa Cruz nach Puerto Suárez an der brasilianischen Grenze. Zwei Kilometer östlich von Villa Tunari, zwischen den Brücken über den Río Espíritu Santo und den Río Chapare, zweigt von der Hauptstraße die Ruta 24 in nördlicher Richtung ab und erreicht Chipiriri nach sieben Kilometern. Von dort aus folgt man der Ruta 24 einen Kilometer nach Norden bis zum Ortsausgang, folgt 250 Meter einer Nebenstraße nach Norden, und dann einer weiteren Nebenstraße in östlicher Richtung, die nach 300 Metern in nordöstlicher und später in nördlicher Richtung verläuft und Senda Bayer vier Kilometer später erreicht.

## Bevölkerung
Die Einwohnerzahl der Ortschaft ist im Jahrzehnt zwischen den beiden letzten Volkszählungen geringfügig angestiegen:
| Jahr | Einwohner         | Quelle       |
| ---- | ----------------- | ------------ |
| 1992 | keine Detaildaten | Volkszählung |
| 2001 | 387               | Volkszählung |
| 2012 | 407               | Volkszählung |
| 2024 |                   | Volkszählung |

Die Region weist einen deutlichen Anteil an Quechua-Bevölkerung auf, im Municipio Villa Tunari sprechen 83,5 Prozent der Bevölkerung Quechua.